# للانی سارل
للانی سارل (به انگلیسی: Leilani Sarelle) (زاده ۲۸ سپتامبر ۱۹۶۶) بازیگر آمریکایی است.
از فیلم‌های معروف او می‌توان به بازی در فیلم‌های روزهای تندر، خواهر کوچک و پشمالو اشاره کرد.